# Ерік Вердонк
Ерік Вердонк (англ. Eric Verdonk, 28 травня 1959 — 3 квітня 2020) — новозеландський академічний веслувальник.
Бронзовий призер Олімпійських Ігор 1988 року в одиночці, учасник 1992 року.
Бронзовий призер Ігор Співдружності 1986 року в одиночці.
Бронзовий призер Чемпіонату світу 1990 року в одиночці.